# Британски острови
Британските острови са най-голямата островна група (архипелаг) в близост до Европа. Разположени са близо до Франция, Белгия и Нидерландия в северозападната част на Стария континент. На изток от Британските острови се намира Северно море, което заедно с протока Ла Манш отделя островите от континентална Европа, а на запад от островната група се намира Атлантическият океан. На Британските острови са разположени държавите Обединеното кралство Великобритания и Северна Ирландия и Република Ирландия, както и така наречените Коронни владения (зависими територии на Обединеното кралство).

## Състав

### Великобритания
Най-големият от Британските острови е Великобритания, който се намира в най-източната част на архипелага и най-близо до континента. Географски той принадлежи към Западна Европа, политически е част от Обединеното кралство Великобритания и Северна Ирландия, а етнически островът се разделя на Англия, Уелс и Шотландия.

### Ирландия
Друг голям остров от Британския архипелаг е Ирландия, който е разположен на запад от остров Великобритания и е отделен от него чрез Ирландско море. Той е една от най-западните части на континента. Политически Ирландия е разделена на 2 части. По-голямата от тях е Република Ирландия, наричана още Ейре, която заема около 80% от площта на острова. Останалите 20% от острова са заети от Северна Ирландия, която е част от Обединеното кралство.

### Други острови
- Хебриди (вкл. Външни и Вътрешни Хебриди)
- Оркнейски острови
- Шетландски острови
- островите Гърнси, Джърси, Ман и др.

Понякога към Британските острови причисляват и Нормандските острови, принадлежащи на Великобритания, но разположени край бреговете на Франция.

## География
Висота до 1343 м (връх Бен Невис в Западна Шотландия.
Гори (дъб, бук, бреза), торфени и голи хълмове.